# Araucaria biramulata
Araucaria biramulata ist eine Pflanzenart aus der Gattung der Araukarien (Araucaria). Es handelt sich um einen Endemiten des westlichen Teils der zu Neukaledonien gehörenden Insel Grande Terre.

## Beschreibung
Araucaria biramulata wächst als säulenförmiger, immergrüner Baum, der Wuchshöhen bis 30 Metern erreichen kann. Die graue Borke blättert in dünnen Streifen ab. Die Äste verzweigen sich an der Spitze. Einjährige Äste sind 0,8 bis 1,3 Zentimeter dick.
An jungen Exemplaren sind die Blätter nadelartig, an den Rändern einwärts gebogen, spitzzulaufend. An älteren Exemplaren sind die schuppenartigen Blätter bei einer Länge von 7 bis 9 Millimetern und einer Breite von 5 bis 6 Millimetern gekielt-eiförmig mit eingekrümmter Spitze und prominenter Mittelrippe. Sowohl auf der Blattoberseite als auch auf der Unterseite befinden sichStomataöffnungen.
Die männlichen Blütenzapfen sind bei einer Länge von 6 bis 7 Zentimetern und einem Durchmesser von 1,5 bis 2 Zentimetern zylindrisch geformt. Sie enthalten dreieckige Mikrosporophylle mit sieben bis acht Pollensäcken. Die weiblichen Zapfen sind 9 bis 10 Zentimeter lang bei einem Durchmesser von 8 bis 9 Zentimetern. Der bei einer Länge von etwa 3 Zentimetern dreieckige Samen hat einen eiförmigen Flügel.

## Vorkommen
Das natürliche Verbreitungsgebiet von Araucaria biramulata liegt im Westen der zu Neukaledonien gehörende Insel Grande Terre. Der Großteil der Bestände kommt im Südwesten der Insel vor, aus dem Nordwesten sind zwei isolierte Populationen bekannt.
Araucaria biramulata gedeiht in Höhenlagen zwischen 190 und 1150 Metern. Die jährliche Niederschlagsmenge liegt je nach Standort zwischen 1500 und 3000 mm. Sie besiedelt vor allem dichte, feuchte, immergrüne Wälder. Sie wächst in der Heimat nur auf Böden, die sich auf ultrabasischem Gestein entwickelt haben.

## Systematik
Araucaria biramulata gehört zur Sektion Eutacta innerhalb der Gattung der Araukarien (Araucaria). Die Erstbeschreibung als Araucaria biramulata erfolgte 1949 durch John Theodore Buchholz in Bulletin du Muséum d'Histoire Naturelle, sér. 2, 21, S. 279.

## Gefährdung und Schutz
Araucaria biramulata wird in der Roten Liste der IUCN als „gefährdet“ geführt. Der Gesamtbestand wird auf unter 10.000 ausgewachsene Bäume geschätzt, wobei keiner der bekannten Bestände aus mehr als 1000 Bäumen besteht. Als einer der Hauptgefährdungsgründe im nördlichen Verbreitungsgebiet wird der Minenbau und die damit verbundenen Aktivitäten wie Straßenbau und Abraumlager genannt. Waldbrände stellen vor allem im südlichen Teil des Verbreitungsgebietes eine Gefahr dar, da sie die Verjüngung gefährden.